# Inge Vervotte

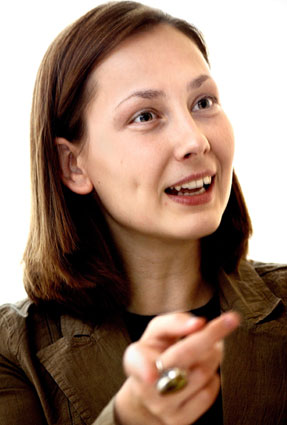
Inge Vervotte

Inge Vervotte (* 27. Dezember 1977 in Bonheiden) ist eine belgische Politikerin der Christen Democratisch en Vlaams (CD&V). Sie war zuerst Ministerin in der flämischen Regierung unter Yves Leterme (CD&V), folgt ihm aber im Jahr 2007, als er in die Föderalregierung wechselte. Seit ihrem Rückzug aus der Politik im Jahr 2012 ist sie Geschäftsführerin der christlichen Gesundheitsorganisation Emmaüs.

## Leben
Inge Vervotte beendete im Jahr 1998 ihr Studium als Sozialassistentin an der Katholieke Hogeschool Leuven (KHLeuven) in Heverlee. Ihre berufliche Laufbahn begann sie bei der christlichen Gewerkschaft (ACV – Algemeen Christelijk Vakverbond), wo sie nach kurzer Zeit im Ausbildungszentrum für den öffentlichen Dienst den Gewerkschaftsdelegierten Unterricht gab. Danach wurde sie zur Gewerkschaftssekretärin ernannt, zuerst für die Sabena und anschließend für den gesamten Luftfahrtssektor.
Vervotte wurde vom damaligen Präsidenten der CD&V, Stefaan De Clerck, bemerkt, als sie sich nach dem Konkurs der Sabena für die Arbeiter der Fluggesellschaft einsetzte. So wählte Inge Vervotte die flämischen Christdemokraten für ihren Einstieg in die Politik.
Im Jahr 2003 wurde sie zur föderalen Abgeordneten gewählt und im Jahr 2004 zur Abgeordneten im Flämischen Parlament. Im selben Jahr noch wurde sie zur flämischen Ministerin für Wohlbefinden, Gesundheit und Familien unter dem flämischen Ministerpräsidenten Yves Leterme (CD&V) befördert.
Nach den Föderalwahlen von 2007 verließ Vervotte dieses Amt und wandte sich wieder der föderalen Ebenen zu. Als nach einer langen Regierungskrise schließlich die Übergangsregierung Verhofstadt III unter Guy Verhofstadt (Open VLD) vereidigt wurde, erhielt Vervotte das Amt der Ministerin für den öffentlichen Dienst. Dieses Amt behielt sie auch in der Nachfolgeregierung unter Premierminister Yves Leterme.
Im Jahr 2008 brach die sogenannte „Fortis-Affäre“ aus, bei der aus Justizkreisen verlautete, dass seitens der Politik und besonders seitens hochrangiger Mitarbeiter von Yves Leterme Druck auf die Richter ausgeübt worden sei, die sich mit Unregelmäßigkeiten beim Verkauf des Fortis-Konzerns an die Bank BNP Paribas befassten, und somit die Gewaltentrennung verletzt wurde. Als infolgedessen zuerst Justizminister Jo Vandeurzen (CD&V) und schließlich Yves Leterme und die gesamte Regierung zurücktraten, verzichtete Vervotte auf eine Beteiligung an der Regierung Van Rompuy unter Herman Van Rompuy (CD&V) und tagte wieder als einfache Abgeordnete. Zur gleichen Zeit begann sie ein weiteres Studium im Vereinigten Königreich.
Bei der Wiederkehr von Leterme als Premierminister im Jahr 2009 stieg auch Vervotte wieder in der Föderalregierung auf und übernahm dasselbe Ressort, das sie in den vorigen Föderalregierungen bereits innehatte.
Im Jahr 2011 kündigte sie ihren Rückzug aus der Politik an, um Geschäftsführerin der christlichen Gesundheitsorganisation Emmaüs werden zu können. Die Mandate in der Abgeordnetenkammer und im Gemeinderat von Mechelen führte sie bis 2012 zu Ende.

## Übersicht der politischen Ämter
- 2003–2012: Mitglied der föderalen Abgeordnetenkammer (teilweise verhindert)
- 2004–2007: Flämische Ministerin für Wohlbefinden, Gesundheit und Familien
- 2004–2009: Mitglied des Flämischen Parlamentes (teilweise verhindert)
- 2007–2014: Mitglied des Gemeinderats in Mechelen
- 2007–2008: Föderale Ministerin für den öffentlichen Dienst und für öffentliche Unternehmen in der Regierungen Verhofstadt III und Leterme I
- 2009–2011: Föderale Ministerin für den öffentlichen Dienst und für öffentliche Unternehmen in der Regierung Leterme II